# تل الساعاتية
تل الساعاتية موقع أثري يقع على بعد 4.4 كم جنوب غرب مجدل عنجر على الطريق المؤدية إلى راشيا في محافظة البقاع في لبنان. يعود تاريخه إلى العصر الحجري الحديث مع كميات كبيرة من مواد العصر البرونزي